# Mongo (peuple)
Pour les articles homonymes, voir Mongo.
Le peuple Mongo (ou Bamongo) est un groupe ethnique qui vit dans la forêt équatoriale d'Afrique centrale. Ils constituent le groupe ethnique le plus important de la république démocratique du Congo, très influent dans sa région nord. Le peuple Mongo est un ensemble diversifié de sous-groupes ethniques que l'on retrouvent dans 13 provinces de la république démocratique du Congo notamment dans le Sud des provinces de l’Équateur et de l'orientale, le Nord des provinces du Bandundu, de l'ancienne province Kasaï-oriental (actuel Sankuru) dans le Maniema, au Nord-Kivu, Sud-Kivu et au Katanga (Tanganyika). Leur présence la plus élevée se situe dans la province de l'Équateur et dans le nord de la province du Bandundu (Maï Ndombe). Les Mongo (Anamongo) sont évalués à environ plus de 32 millions d’individus soit environ 33% de la population congolaise.

## Ethnonymie
Selon les sources on observe plusieurs variantes : Bamongo, Balolo, Bolongo, Lomongo, Mongos.

## Langues
Ils parlent le lomongo ou ses dialectes, mais le lingala est couramment utilisé et remplace parfois le lomongo comme langue maternelle dans les centres urbains. Avec les Lubas et les Kongos, ils composent l'un des plus grands groupes de langues ethniques de la RDC.

## Histoire

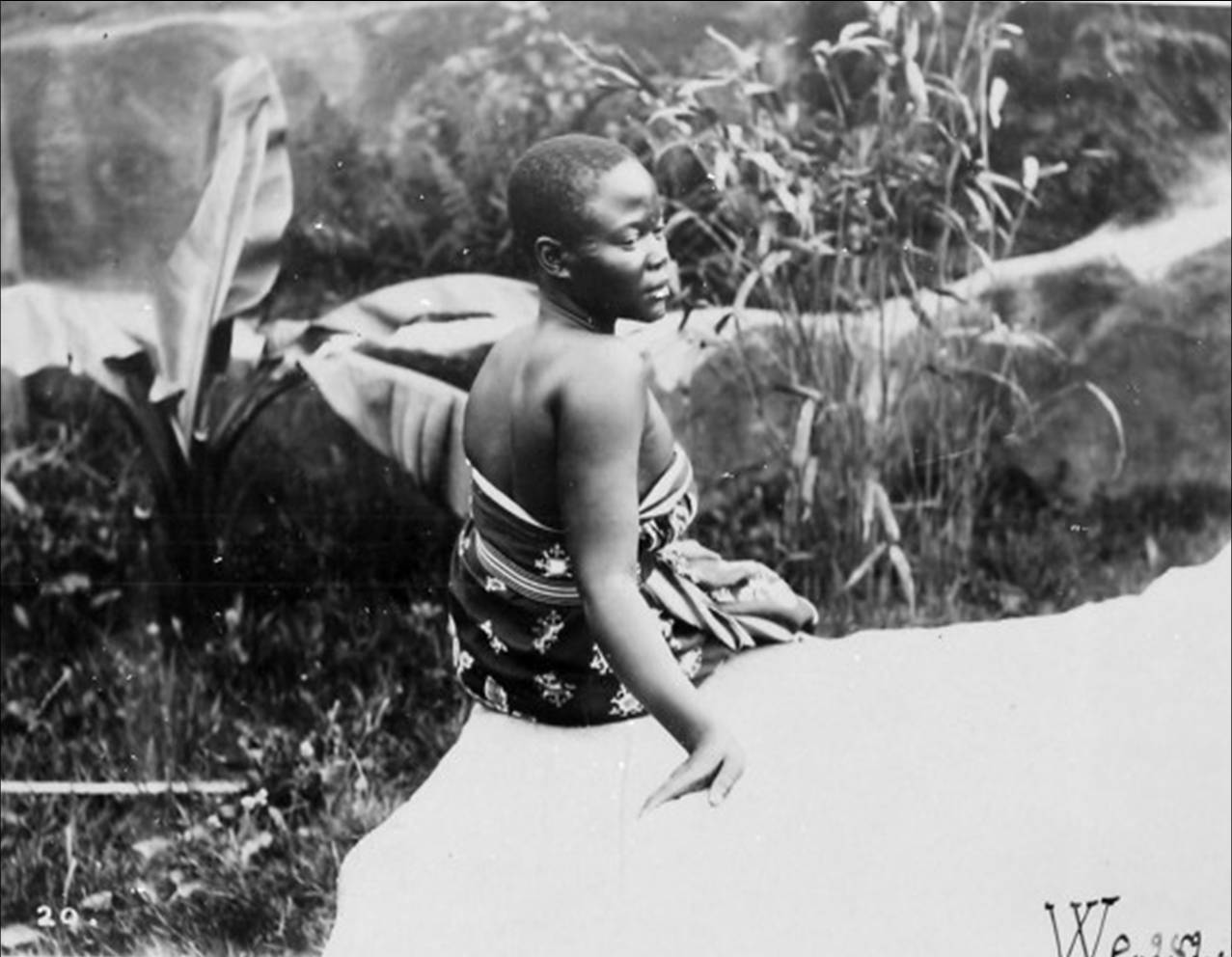
Femme mongo (phot. antérieure à 1928).

Selon Georges van der Kerken, les Mongo seraient originaires d'un pays du nord-est du Haut-Nil, dans les régions du lac Albert, lac Édouard et du lac Victoria, en Afrique de l'Est. D'autres seraient venus des régions plus au nord entre 1300 et 1500 de l'ère chrétienne. Par la suite, ils atteignent la région du Haut-Uélé, puis l'Équateur.

## Ethnies Mongo
En république démocratique du Congo :
- Mongo
- Ekonda
- Bolia
- Ngando
- Balobo
- Ntomba
- Boma
- Nkutshu
- Batetela
- Mbole
- Bembe
- Sakata
- Ngoli
- Kusu (Benya Samba & Benya Lubunda)
- Benya Lubunya
- Nkundo
- Iyadjima (Iyaelima)
- Boyela
- Ndengese
- Sengele
- Kuba

Tous se réclament de l'ancêtre commun Mongo. Ils font tous parties du grand clan nommé Ana-Mongo qui signifie « Les enfants de Mongo ».